# Alamo (Califórnia)
Alamo é uma Região censo-designada localizada no Estado americano da Califórnia, no Condado de Contra Costa.

## Geografia
A área total da cidade é de 53,3 km² (20,6 mi²), sendo tudo coberto por terra.

## Demografia
De acordo com o censo de 2000, a densidade populacional é de 293,3/km² (759,5/mi²) entre os 15.626 habitantes, distribuídos da seguinte forma:
- 90,36% caucasianos
- 0,47% afro-americanos
- 0,22% nativo americanos
- 5,98% asiáticos
- 0,12% nativos de ilhas do Pacífico
- 0,64% outros
- 2,21% mestiços
- 3,94% latinos

Existem 4573 famílias na cidade, e a quantidade média de pessoas por residência é de 2,87 pessoas.

## Localidades na vizinhança
O diagrama seguinte representa as localidades num raio de 16 km ao redor de Alamo.